# Domenico Dandolo (ambasciatore)
Domenico Dandolo (fl. XI secolo) è stato un ambasciatore, mercante e politico italiano, vissuto tra la seconda metà dell'XI secolo e la prima del XII.

## Biografia
Membro della famiglia patrizia dei Dandoli, della quale era capo, nel 1085 l'anziano patriarca venne inviato in missione diplomatica a Costantinopoli, alla corte dell'imperatore bizantino Alessio I Comneno, dalla quale rientrò con una crisobolla di riconoscimento al doge Domenico Selvo del titolo personale di protosevasto e, soprattutto, di quello trasmissibile di duca di Venezia, Dalmazia e Croazia. Poco dopo l'elezione a doge di Pietro Polani (1130-1147), la cui famiglia nutriva interessi commerciali e politici comuni a quelli dei Dandoli, Domenico venne chiamato alla corte ducale come giudice e gastaldo ducale.